# Super Chefinhos
Super Chefinhos é um talent show brasileiro de culinária, exibido como quadro dentro do programa Mais Você e apresentado por Ana Maria Braga. É uma versão infantil do Super Chef Celebridades.

## Produção
Após a primeira temporada do Super Chef, a direção do Mais Você decidiu apostar em uma versão do talent show com a participação de crianças, composta por artistas, ao contrário do Super Chef, que utiliza participantes anônimos. A primeira temporada trouxe seis artistas, porém acabou não sendo produzida novamente nos anos seguintes, por sete anos. A segunda temporada foi produzida apenas em 2016, e a terceira temporada em 2017. O vencedor recebe R$ 15 mil reais como prêmio.
Em 2020 a nova temporada foi cancelada neste ano devido a pandemia de COVID-19 no Brasil e transferida para 2021.

## Técnicos
- Rogério Shimura[5]
- Andrea Kauffman[6]
- Roberto Ravióli[6]
- Carole Crema[6]

## Temporadas
| Temporada | Temporada | Participantes | Exibição Original     | Exibição Original     |
| Temporada | Temporada | Participantes | Estreia de temporada  | Final de temporada    |
| --------- | --------- | ------------- | --------------------- | --------------------- |
|           | 1ª        | 6             | 8 de janeiro de 2009  | 30 de janeiro de 2009 |
|           | 2ª        | 8             | 5 de outubro de 2016  | 12 de outubro de 2016 |
|           | 3ª        | 7             | 3 de outubro de 2017  | 12 de outubro de 2017 |
|           | 4ª        | 8             | 8 de outubro de 2018  | 12 de outubro de 2018 |
|           | 5ª        | 8             | 7 de outubro de 2019  | 11 de outubro de 2019 |
|           | 6ª        | 8             | 18 de outubro de 2022 | 26 de outubro de 2022 |

## Participantes

### 1ª temporada (2009)
| Participante       | Profissão | Resultado                             |
| ------------------ | --------- | ------------------------------------- |
| Isabelle Drummond  | Atriz     | Vencedora em 30 de janeiro de 2009    |
| David Lucas        | Ator      | 2º lugar em 30 de janeiro de 2009     |
| Marina Ruy Barbosa | Atriz     | 3º lugar em 30 de janeiro de 2009     |
| Matheus Costa      | Ator      | 3º eliminado em 23 de janeiro de 2009 |
| Karina Ferrari     | Atriz     | 2ª eliminada em 16 de janeiro de 2009 |
| Cadu Paschoal      | Ator      | 1º eliminado em 9 de janeiro de 2009  |

### 2ª temporada (2016)
| Participante                                          | Profissão                                             | Resultado                                             | Ref.   |
| ----------------------------------------------------- | ----------------------------------------------------- | ----------------------------------------------------- | ------ |
| Kíria Malheiros                                       | Atriz                                                 | Vencedora em 12 de outubro de 2016                    | [ 7 ]  |
| Biel Gava                                             | Cantor (participante do The Voice Kids)               | 2º lugar em 12 de outubro de 2016                     | [ 7 ]  |
| Kailane Frauches                                      | Cantora (participante do The Voice Kids)              | 3º lugar em 12 de outubro de 2016                     | [ 7 ]  |
| Repescagem: Kailane Frauches em 11 de outubro de 2016 | Repescagem: Kailane Frauches em 11 de outubro de 2016 | Repescagem: Kailane Frauches em 11 de outubro de 2016 | [ 8 ]  |
| Kadu Schons                                           | Ator                                                  | 6º eliminado em 7 de outubro de 2016                  | [ 9 ]  |
| Luiz Felipe Mello                                     | Ator                                                  | 5º eliminado em 7 de outubro de 2016                  | [ 9 ]  |
| Isabella Aguiar                                       | Atriz                                                 | 4ª eliminada em 5 de outubro de 2016                  | [ 10 ] |
| Mari Cardoso                                          | Cantora (participante do The Voice Kids)              | 3ª eliminada em 5 de outubro de 2016                  | [ 10 ] |
| Kailane Frauches                                      | Cantora (participante do The Voice Kids)              | 2ª eliminada em 5 de outubro de 2016                  | [ 11 ] |
| Nicollas Paixão                                       | Ator                                                  | 1º eliminado em 5 de outubro de 2016                  | [ 11 ] |

### 3ª temporada (2017)
| Participante        | Profissão                                | Resultado                             | Ref.   |
| ------------------- | ---------------------------------------- | ------------------------------------- | ------ |
| Mel Maia            | Atriz                                    | Vencedora em 12 de outubro de 2017    | [ 12 ] |
| Isadora Ferreira    | Cantora (participante do The Voice Kids) | 2º lugar em 12 de outubro de 2017     | [ 12 ] |
| Marjorie Bernardes  | Atriz                                    | 3º lugar em 12 de outubro de 2017     | [ 12 ] |
| Gabriel Palhares    | Ator                                     | 4º eliminado em 10 de outubro de 2017 | [ 13 ] |
| Valentina Francisco | Cantora (participante do The Voice Kids) | 3ª eliminada em 10 de outubro de 2017 | [ 13 ] |
| Lucas Hernandes     | Cantor (participante do The Voice Kids)  | 2º eliminado em 6 de outubro de 2017  | [ 14 ] |
| Vitor Figueiredo    | Ator                                     | 1º eliminado em 6 de outubro de 2017  | [ 14 ] |

### 4ª temporada (2018)
| Participante                                      | Profissão                                | Resultado                             |
| ------------------------------------------------- | ---------------------------------------- | ------------------------------------- |
| Rafa Gomes                                        | Cantora (participante do The Voice Kids) | Vencedora em 12 de outubro de 2018    |
| Xande Valois                                      | Ator                                     | 2º lugar em 12 de outubro de 2018     |
| Duda Wendling                                     | Atriz                                    | 3º lugar em 12 de outubro de 2018     |
| Repescagem: Xande Valois em 11 de outubro de 2018 |                                          |                                       |
| Lorena Fiori                                      | Cantora (participante do The Voice Kids) | 6ª eliminada em 10 de outubro de 2018 |
| Nathália Costa                                    | Atriz                                    | 5ª eliminada em 10 de outubro de 2018 |
| Guilherme Martinez                                | Cantor (participante do The Voice Kids)  | 4º eliminado em 9 de outubro de 2018  |
| Xande Valois                                      | Ator                                     | 3º eliminado em 9 de outubro de 2018  |
| Augusto Michel                                    | Cantor (participante do The Voice Kids)  | 2º eliminado em 8 de outubro de 2018  |
| Serginho Rufino                                   | Ator                                     | 1º eliminado em 8 de outubro de 2018  |

### 5ª temporada (2019)
| Participante                                           | Profissão                                | Resultado                            |
| ------------------------------------------------------ | ---------------------------------------- | ------------------------------------ |
| Raphaela Alvittos                                      | Atriz                                    | Vencedora em 14 de outubro de 2019   |
| Raylla Araújo                                          | Cantora (participante do The Voice Kids) | 2º lugar em 14 de outubro de 2019    |
| Clara Galinari                                         | Atriz                                    | 3º lugar em 14 de outubro de 2019    |
| Repescagem: Raphaela Alvittos em 11 de outubro de 2019 |                                          |                                      |
| Raphaela Alvittos                                      | Atriz                                    | 6ª eliminada em 9 de outubro de 2019 |
| Thales Miranda                                         | Ator                                     | 5º eliminado em 9 de outubro de 2019 |
| Diogo Caruso                                           | Ator                                     | 4º eliminado em 8 de outubro de 2019 |
| Ícaro Zulu                                             | Ator                                     | 3º eliminado em 8 de outubro de 2019 |
| Jeremias Reis                                          | Cantor (participante do The Voice Kids)  | 2º eliminado em 7 de outubro de 2019 |
| Maria Luiza Galhano                                    | Atriz                                    | 1ª eliminada em 7 de outubro de 2019 |

### 6ª temporada (2022)
| Participante     | Profissão | Resultado                             |
| ---------------- | --------- | ------------------------------------- |
| Alana Cabral     | Atriz     | Vencedora em 26 de outubro de 2022    |
| Valentina Vieira | Atriz     | 2º lugar em 26 de outubro de 2022     |
| Pedro Guilherme  | Ator      | 3º lugar em 26 de outubro de 2022     |
| Alice Palmar     | Atriz     | 3ª eliminada em 26 de outubro de 2022 |
| João Bravo       | Ator      | 2ª eliminado em 26 de outubro de 2022 |
| Ygor Marçal      | Ator      | 1ª eliminado em 26 de outubro de 2022 |